# Mäkelä Alu Ab
Mäkelä Alu är ett finländskt, över 85 år gammalt familjeföretag som designar och tillverkar aluminiumprofiler anpassade efter kundernas behov. Företaget är en föregångare inom utvecklingen av lågutsläppande, miljövänliga och energieffektiva aluminiumlösningar. Mäkelä Alus fabriker är belägna i Luoma-aho i Alajärvi och i Voikkaa, och företagets exportverksamhet sträcker sig till flera europeiska länder.

### Produktion och tjänster
Mäkelä Alu tillverkar aluminiumprofiler som vidareförädlas bland annat genom pulverlackering och anodisering. Företaget erbjuder även design-, lagerhållnings- och logistiktjänster. Leveransmodellen baserar sig på masskundanpassning och Just-in-Time-principen, där kundspecifika produkter tillverkas med standardiserade processer. Målet är att minimera behovet av mellanlager och lagringsfaser i leveranskedjan.

### Miljöprogram
Mäkelä Alu har utarbetat ett miljöprogram vars centrala mål är att uppnå koldioxidneutralitet i den egna produktionen och interna logistiken senast år 2025. Inom ramen för programmet har flera åtgärder genomförts för att förbättra energieffektiviteten och minska utsläppen.
År 2024 togs ett system för återvinning av spillvärme i bruk, där värmen från kylvattnet i gjuteriet används för att värma bruksvattnet i målerierna. Dessutom har energisystemet i anodiseringsanläggningen förnyats med värmepumpsteknik. Företaget har fått erkännanden för dessa projekt, såsom priset "Energismart år 2024" som delas ut av Motiva.
Som en del av elektrifieringsprojekten har företaget även övergått från gasdrivna smältugnar till elektriska motstånds- och induktionsugnar.

### Produktfamiljer och certifiering
I enlighet med miljöprogrammet har Mäkelä Alu samlat produkter med lågt koldioxidavtryck i produktfamiljen AluPlanet®. Den omfattar råprofiler, pulverlackerade och anodiserade profiler. Produkterna har miljövarudeklarationer (EPD – Environmental Product Declarations), och deras tillverkning grundar sig på standardiserade produktionsprocesser.
Företagets verksamhet är certifierad enligt standarderna ISO 14001 (miljö), ISO 9001 (kvalitet) och ISO 45001 (arbetssäkerhet). Dessutom innehar företaget GSB- och MED-certifieringar relaterade till ytbehandlingsprocesser.